# Terra Indígena Tupinambá de Belmonte
A Terra Indígena Tupinambá de Belmonte é uma terra indígena localizada ao sul do estado da Bahia. Compreende uma área de  9.654,68 ha no município de Belmonte. Em 2014 a população era de 74 indígenas da etnia Tupinambá, segundo dados da Sistema de Informação da Atenção à Saúde Indígena/Secretaria Especial de Saúde Indígena.